# Pseudotrionymus
Pseudotrionymus är ett släkte av insekter. Pseudotrionymus ingår i familjen ullsköldlöss.
Kladogram enligt Catalogue of Life:
| Pseudotrionymus | \| \| Pseudotrionymus multiductus \| \| \| \| \| \| Pseudotrionymus refertus \| \| \| \| |
|                 | \| \| Pseudotrionymus multiductus \| \| \| \| \| \| Pseudotrionymus refertus \| \| \| \| |
|                 | Pseudotrionymus multiductus                                                              |
|                 |                                                                                          |
|                 | Pseudotrionymus refertus                                                                 |
|                 |                                                                                          |